# Palladismo
Il palladismo fu un presunto culto esoterico anticristiano fondato nella seconda metà dell'Ottocento da esponenti della massoneria. Il termine compare nel carteggio fra Giuseppe Mazzini e Albert Pike. Il commodoro William Guy Carr (che era, all'insaputa di molti, un massone) riferisce di averlo potuto visionare prima che venisse occultato e depositato negli archivi di Temple House, la sede del Rito Scozzese di Washington.
L'immaginazione nata attorno a questo culto venne nutrita e gonfiata a dismisura dall'ex massone Léo Taxil, le cui dichiarazioni vennero accettate dalla Chiesa cattolica del tempo. Secondo quanto egli riferì, i palladisti (o palladiani) sarebbero stati massoni appartenenti almeno al 30º grado, ed avrebbero gestito in maniera occulta tutte le logge. Taxil, tuttavia, ammise in seguito di aver "scherzato sull'argomento" (che gli aveva fruttato, grazie alla vendita dei suoi libri, un ottimo guadagno), rivelando così la falsità delle sue dichiarazioni.
Per palladio s'intende l'icona, l'immagine, il Baphomet dei Templari. È il vertice intellettuale della cultura satanista, o meglio dell'adorazione di Lucifero come principio di laicismo ed illuminismo e, che ha nella poesia A Satana del Carducci la sua massima espressione poetica. Alcuni testi appartenenti alla pseudo-dottrina del Palladismo contengono materiale nel quale viene affermato il desiderio di voler "imporre l'ateismo mondiale e la distruzione totale del Cristianesimo."

## Influenza culturale
- Dei palladisti narra anche il film di Mark Robson La settima vittima (1943).
- Il personaggio di Diana Vaughan presente nel romanzo Il cimitero di Praga di Umberto Eco è un'adepta della setta. Inoltre, in quello stesso romanzo compare più volte la figura di Léo Taxil.